# Historie procesorů
Historie procesorů, jak je známe dnes, začala hned po druhé světové válce. Zpočátku byly výsledky ověřovány množstvím matematiků, ale brzy si počítače získaly důvěru. Prvním počítačem na světě byl ENIAC, který byl původně navržen pro výpočty dělostřeleckých tabulek pro americkou armádu, ale byl dokončen až po válce, v roce 1946. Bylo to však právě v době rychlého rozvoje jaderných technologií, proto byl využit tam.

## Architektury mikropočítačů a osobních počítačů
- Intel: x86
- AMD: x86-64
- Motorola (dnes Freescale): 6800, 6809 a 68000
- MOS Technology 6502
- Zilog Z80
- IBM a později AIM alliance: PowerPC
- různí výrobci: čipy založené na architektuře ARM – např. procesory TI OMAP

## Architektury mikročipů
- PowerPC 440 firmy IBM
- 8051
- Atmel AVR
- PIC firmy Microchip
- ARM

## Architektury procesorů pracovních stanic a serverů
- SPARC firmy Sun Microsystems
- POWER firmy IBM
- Architektura MIPS od MIPS Computer Systems Inc. a její instrukční sada je nosnou částí knihy Davida A. Pattersona a Johna L. Hennessyho Computer Organization and Design ISBN 1-55860-428-6 1998 (2. vydání)
- PA-RISC od HP
- Alpha od DEC
- Advanced RISC Machines (původně Acorn) architektury ARM a StrongARM/XScale
- Procesor LEON2

## Malé/střední/velké architektury procesorů
- System/360 od IBM
- PDP-11 od DEC a jeho následníci, architektura VAX
- SuperH od SuperH
- UNIVAC série 1100/2200 (momentálně používaná v počítačích ClearPath IX od Unisysu)
- AP-101 – počítač raketoplánu

## Historicky významné procesory
- EDSAC – první praktický počítač s uloženým programem
- Navigační počítač Apollo použitý při letech na měsíc
- MIL-STD-1750A – použitý v raketoplánu
- Intel 4004 – první mikroprocesor
- MIPS R4000 – první 64bitový mikroprocesor
- Cell od IBM (Sony/IBM/Toshiba)
- Intel Pentium - 3.2 milionů tranzistorů

## Historie mikroprocesorů
- 1971 – Intel 4004 – první mikroprocesor – 4bitový
- 1972 – Intel 8008 – 8bitový mikroprocesor
- 1974 – Intel 8080 – 8bitový mikroprocesor, který se stal základem prvních 8bitových osobních počítačů
- 1975 – Motorola 6800 – první mikroprocesor firmy Motorola
- 1975 – MOS Technology 6502 – 8bitový mikroprocesor, montovány do Apple II, Commodore 64 a Atari
- 1975 – AMD nastupuje na trh s řadou Am2900
- 1976 – TI TMS 9900 – 16bitový mikroprocesor
- 1976 – Zilog Z80 – 8bitový mikroprocesor, s rozšířenou instrukční sadou Intel 8080, frekvence až 10 MHz
- 1978 – Intel 8086 – 16bitový mikroprocesor, první z architektury x86
- 1978 – Intel 8088 – 16bitový mikroprocesor s 8bitovou sběrnicí, který byl použit v prvním IBM PC v roce 1981
- 1979 – Motorola 68000 – 32/16bitový mikroprocesor
- 1979 – Zilog Z8000 – 16bitový mikroprocesor
- 1980 – IBM 801 – 24bitový experimentální procesor s revoluční RISC architekturou dosahující vynikajícího výkonu
- 1980 – Intel 8051 – 8bitový mikroprocesor se základní sadou periferií pro embedded systémy
- 1982 – Intel 80286 – 16bitový mikroprocesor
- 1983 – TMS32010 – první DSP firmy Texas Instruments
- 1985 – Intel 80386 – 32bitový mikroprocesor (měl 275 000 tranzistorů)
- 1986 – Acorn ARM – 32bitový RISC mikroprocesor, z Advanced RISC Machine, původně Acorn RISC Machine, použit i v domácích počítačích
- 1989 – Intel 80486 – 32bitový mikroprocesor s integrovaným matematickým koprocesorem
- 1989 – Sun SPARC – 32bitový RISC mikroprocesor, z Scalable (původně Sun Processor ARChitecture)
- 1992 – DEC Alpha – 64bitový RISC mikroprocesor
- 1992 – Siemens 80C166 – 16bitový mikroprocesor pro průmyslové embedded systémy s bohatou sadou periferií
- 1993 – Intel Pentium – 32bitový mikroprocesor nové generace (3,3 milionu tranzistorů)
- 1995 – Intel Pentium Pro – 32bitový mikroprocesor nové generace pro servery a pracovní stanice (5,5 milionu tranzistorů)
- 1995 – Sun UltraSPARC – 64bitový RISC mikroprocesor
- 1996 – Intel Pentium MMX 32bitový první se sadou instrukcí MMX pro podporu 2D grafiky
- 1997 – Intel Pentium II – 32bitový mikroprocesor nové generace s novou sadou instrukcí MMX (7,5 milionu tranzistorů)
- 1997 – Sun picoJava – mikroprocesor pro zpracování Java bytekódu
- 1997 – AMD K6-2 – 32bitový první se sadou instrukcí pro podporu 3D grafiky 3DNow!
- 1999 – AMD K6-III – 32bitový poslední procesor do základní desky se super socket 7. Od této chvíle již nemá Intel a AMD procesory do stejného socketu.
- 1999 – Intel Pentium III – 32bitový mikroprocesor nové generace s novou sadou instrukcí SIMD známou jako SSE (9,5 milionu tranzistorů)
- 1999 – Intel Celeron – 32bitový mikroprocesor odvozený původně od Intel Pentium II pro nejlevnější PC
- 2000 – AMD Athlon K75 První procesor s frekvencí 1GHz
- 2000 – Intel Pentium 4 – 32bitový mikroprocesor s řadou technologií orientovaných na dosažení vysoké frekvence
- 2001 – Intel Itanium – 64bitový mikroprocesor nové generace pro servery
- 2001 – AMD Opteron – 64bitový mikroprocesor nové generace pro servery od AMD. Jedná se o historicky nejkvalitnější procesor, jaký kdy AMD vyrobilo.
- 2003 – AMD Athlon 64 – 64bitový mikroprocesor nové generace pro desktopy s instrukční sadou AMD64, zpětně kompatibilní s x86
- 2006 – Intel Core – 64bitová architektura, na které jsou postaveny procesory Core Duo, Core 2 Duo, Core Solo, Core 2 Quad
- 2007 – Společnost AMD uvádí novou řadu procesorů Phenom
- 2008 – Intel Core i7 – nová řada CPU od Intelu pod názvem Nehalem a AMD Phenom II, který staví na 45 nm výrobě
- 2010 – Intel vydává slabší a ořezanější procesory Core i3 a Core i5 postavené na architektuře Nehalem a AMD vydává svůj první šestijádrový procesor Phenom II X6
- 2011 – Intel vydává novou architekturu Sandy Bridge a AMD vydává první procesory s integrovanou grafikou
- 2011 – AMD vydává nové procesory Vishera a Buldozer, AMD FX pro patici AM3 a AM3+
- 2012 – Intel vydává novou architekturu Ivy Bridge s tzv. "3D" (Tri-Gate) technologií tranzistorů ve 22nm výrobním procesu
- 2013 – Intel vydává architekturu Haswell vycházející z Ivy Bridge, která má velmi znatelně snížit spotřebu
- 2017 – AMD vydává procesory AMD Ryzen 1. generace, které mají nahradit FX, zvýšit výkon a snížit spotřebu, a procesory Threadripper, které mají velký počet jader.
- 2018 – AMD vydává procesory AMD Ryzen 2. generace a Threadrippery 2. generace, které vylepšují první generaci.
- 2019 – AMD vydává procesory AMD Ryzen 3. generace, které se stávají silnějšími, než kdy předtím a jedná se o první procesory vyrobené 7nm technologií.
- 2020 – Intel vydává další refresh procesorů Sky lake (14nm++++) s až deseti jádry a 250W TDP (spotřeba), aneb Comet lake. A AMD vydalo architekturu Zen 3 jakožto čtvrtou generaci Ryzenů (označenou jako Ryzen 5000) která ačkoliv byla vyrobena stejným procesem jako Zen 2, tak měla nárůst výkonu okolo 20% díky sloučení L3 Cache pro všechny jádra v čipletu.
- 2021 – Intel vydává poslední generaci procesorů Rocket lake, jež stále staví na 14nm+++++ procesu. Dochází k tomu, že se i7 a i9 téměř neliší. A to z důvodu snížení počtu jader z deseti na osm. Jediný rozdíl je v taktech. Avšak ke konci roku by měla být vydána další generace, konkrétně Alder lake, jež bude hybridní architektura (bude složena z velkých a výkonných jader a zároveň i malých úsporných jader).
- 2022 – Rok 2022 se nese ve znamení Ryzen 7000 (Architektura Zen 4) a Core 13 000 (Architektura Rocket Lake). Intel se rozhodl pro zdvojnásobení počtu efektivních jader. Maximální konfigurace procesorů tedy činí 8c/16t + 16c/16t. AMD počet jader nezměnilo. Došlo také k navýšení maximální spotřeby z důvodů navýšení maximálních taktů, které dosahují hodnot okolo 5,8 GHz pro procesory obou společností. Maximální spotřeba pro Ryzeny povýšila z 144 W na 230 W a u Core povýšila z 250 W na 350 W. Ryzeny si nově polepšily i o AVX-512 instrukce.
- 2023 – AMD vydává svoji druhou generaci procesorů nesoucích V-Cache, tentokráte však pro tři procesory. Dva výkonnější však nesou V-Cache pouze na jednom čipletu, kvůli ceně a kvůli tomu, že hry nedokáží stále využít více než 8 jader. Tyto procesory stále neumožňují přetaktování.